# Czesław Kaczmarczyk
Czesław Henryk Kaczmarczyk (ur. w 23 sierpnia 1899 w Kownie, zm. 1971) – polski malarz, grafik, projektant znaczków i kartek pocztowych, oraz pedagog.

## Życiorys
Jego rodzicami byli Jan i Paulina z d. Towgin. Ukończył gimnazjum w Jelizawetgradzie. W Kijowie uczęszczał do szkoły muzycznej, kształcąc się w klasie skrzypiec. Następne w latach 1921–1931 studiował na wydziale filozofii na uniwersytetach Kijowskim i Warszawskim, oraz w Szkole Sztuk Pięknych w Warszawie. Był uczniem Karola Tichego i Władysława Skoczylasa.
W latach 1929–1952 pracował jako pedagog. Był m.in. doradcą artystycznym Związku Nauczycielstwa Polskiego. Współpracował z czasopismami m.in. „Płomykiem” i „Młodym Zawodowcem”. Równocześnie zajmował się twórczością, głównie w dziedzinie grafiki użytkowej. W 1950 zaczął projektować znaczki dla Poczty Polskiej. Stworzył ponad 130 znaczków, które zostały skierowane do emisji. Był także autorem ilustracji i opracowań graficznych książek,
Uprawiał także malarstwo. Tuż po zakończeniu II wojny światowej namalował cykl obrazów olejnych przedstawiających leżącą w gruzach Warszawę. Sam był jeszcze przedwojennym mieszkańcem stolicy. Po jej odbudowie zamieszkał przy u. Żurawiej nr 24. Pod tym adresem mieściła się w czasie okupacji niemieckiej tajna siedziba Żegoty.

## Wybrana twórczość

### Obrazy
- Ruiny, ok. 1944–1946
- Ruiny domu na rogu ulic Wspólnej i Kruczej, 1947
- Tu stanie nowy dom, 1950

### Ilustracje i opracowania graficzne książek
- Książka o Polsce dla młodzieży polskiej zagranicą, aut. praca zbiorowa, wyd. Fundusz Szkolnictwa Polskiego Zagranicą, Warszawa, 1934
- Przewodnik turystyczny po Polsce (wyk. map), red. Michał Babiński, wyd. Wydawnictwo Polskiego Touring Klubu, 1938
- Poczta miejska miasta st. Warszawy 1915–1918 (okładka), aut. Aleksander Śnieżko, wyd. Agencja Wydawnicza „Ruch”, 1965

### Znaczki pocztowe
- W 25 rocznicę stracenia bojowników o Polskę socjalistyczną • Hibner – Kniewski – Rutkowski, 1950
- 1 maj (seria), 1953
- Elektryfikacja kolei (seria), 1954
- Międzynarodowe Zawody Szybowcowe 1954 (seria), 1954
- 500–lecie powrotu Pomorza (seria, nry kat. 732, 734), 1954
- V Międzynarodowy Konkurs im. Fryderyka Chopina (seria), 1954
- VIII Wyścig Pokoju (seria, nr. kat. 771), 1955
- XXIV Międzynarodowe Targi Poznańskie (seria), 1955
- VI Ogólnopolska Wystawa Filatelistyczna • Poznań 1955, 1955
- I Szachowe Mistrzostwa Świata Głuchych, 1956
- XI Zimowe Akademickie Igrzyska Świata (seria), 1956
- Turystyka (seria, nry kat. 823, 824), 1956
- Międzynarodowa Kampania Muzealna (seria), 1956
- XVI Igrzyska Olimpijskie • Melbourne 1956 (seria}, 1956
- Czterdziesta rocznica Rewolucji Październikowej (seria, nr kat. 887}, 1957
- Obrona Poczty Gdańskiej 1938 r. • Oni byli pierwsi, 1958
- 15–lecie Ludowego Wojska Polskiego (seria}, 1958
- Inauguracja gmachu UNESCO w Paryżu, 1958
- 40–lecie Polskiego Czerwonego Krzyża (seria}, 1959
- Loty kosmiczne (seria), 1959
- Polskie stroje ludowe (cztery serie), 1959–1960
- 550. rocznica bitwy pod Grunwaldem (seria), 1960
- 300 lat prasy polskiej (seria), 1961
- Polskie Ziemie Zachodnie (seria), 1961–1962
- Dzień znaczka • 40 lat Muzeum Poczty i Telekomunikacji (seria), 1961
- XV Sesja Rady Wzajemnej Pomocy Gospodarczej (seria), 1961
- Stronnictwo Demokratyczne 1937–1962, 1962
- Dzień Znaczka 1963, 1963
- Siedem wieków Warszawy (seria), 1965
- Turystyka (seria), 1966
- V Kongres Światowej Federacji Głuchych • Warszawa VIII 1967, 1967

### Kartki pocztowe
- 600 lat Uniwersytetu Jagiellońskiego (seria, Cp 244–Cp 246), 1964
- Siedem wieków Warszawy (seria), 1965
- Dwustulecie Mennicy Warszawskiej, 1966
- V Kongres Światowej Federacji Głuchych • Warszawa, 1967
- VII wieków Goleniowa, 1968

## Wyróżnienia
- „Najładniejszy znaczek w 1961 roku” w plebiscycie pisma „Filatelista” – Dzień znaczka • 40 lat Muzeum Poczty i Telekomunikacji (nr kat. 1122)[5]
- „Najładniejszy znaczek w 1963 roku” w plebiscycie pisma „Filatelista” – Dzień Znaczka 1963 (nr kat. 1285)[6]

## Upamiętnienie
W uznaniu zasług artysty Poczta Polska wydała w 2008 kartkę pocztową (Cp 1477) z serii „Polscy projektanci znaczków pocztowych”, na której na znaku opłaty o wartości 1,45 zł znalazł się wizerunek artysty. Umieszczono na niej także reprodukcje znaczków jego autorstwa.

## Mural
W 2015 jego znaczek pocztowy Obrona Poczty Gdańskiej 1938 r., wydany w 1958, wykorzystał Marcin Budziński, absolwent ASP w Gdańsku, do namalowania w tym mieście muralu w celu upamiętnienia owego tragicznego wydarzenia. Obraz jest zmodyfikowanym odwzorowaniem znaczka. Widnieje na nim postać pocztyliona Sylwestra Płoszyńskiego, uczestnika walk w obronie gmachu poczty, który został wzięty do niewoli i następnie – jak większość pojmanych pocztowców –  rozstrzelany przez Niemców. Mural powstał na ścianie bloku mieszkalnego przy ul. Chłopskiej 24 z inicjatywy Lwów Północy – Stowarzyszenia Kibiców Lechii Gdańsk.